# Кауард (Јужна Каролина)
Кауард (енгл. Coward) град је у америчкој савезној држави Јужна Каролина.

## Демографија
По попису из 2010. године број становника је 752, што је 102 (15,7%) становника више него 2000. године.
| Група             | 2000.       | 2010.       |
| Белци             | 543 (83,5%) | 598 (79,5%) |
| Афроамериканци    | 91 (14,0%)  | 106 (14,1%) |
| Азијати           | 1 (0,2%)    | 0 (0,0%)    |
| Хиспаноамериканци | 9 (1,4%)    | 33 (4,4%)   |
| Укупно            | 650         | 752         |